# Los últimos secretos del Eje
Los últimos secretos del Eje (Last secrets of the Axis en inglés) es un documental producido por What If Productions en asociación con Alba Communications para The History Channel en 2001. Fue escrito por el historiador militar George Kerevan. Foss Paterson compuso su música.
El documental analiza la cooperación del eje germano-japonés durante la II Guerra Mundial a través de la figura de uno de los principales ideólogos del régimen nazi: Karl Haushofer.
Nacido en Japón, este oficial del ejército alemán estudió en profundidad el sistema político nipón y recopiló datos que serían fundamentales para el llamado Lebensraum o espacio vital alemán. Responsable, entre otras cosas, de acuñar este término geopolítico de gran importancia en las tradiciones samuráis y los símbolos nacionalsocialistas.

## Argumento
El 27 de septiembre de 1940 la Alemania nazi de Hitler, la Italia fascista de Mussolini y el Imperio de Japón firman un pacto para dominar el mundo. Casi lo logran. Se conoce como el Pacto del Eje. La alianza secreta del Eje para dominar el mundo fue el trabajo de un solo hombre, hoy olvidado por la historia. Consejero de Hitler para Asuntos Exteriores, un amigo personal del Alto Mando japonés y un experto espía, sin cuya colaboración quizá no hubiera ocurrido el ataque a Pearl Harbor. Su nombre era Karl Haushofer, guardián de los últimos secretos del Eje.
Entre 1920 y 1945, Haushofer fue uno de los hombres más influyentes de Alemania. Amigo y mentor de Adolf Hitler, ayudó a que el Partido Nazi subiera al poder. A través de sus diferentes acólitos y discípulos fue extendiendo gradualmente su influencia en todos los ámbitos de la política nazi. Su ideología fue la base del comportamiento nazi de expansión bélica y mediante sus vínculos japoneses forjó el sistema de alianzas que llevó al mundo al borde de la destrucción.

Al profesor Karl Haushofer se le ha llamado el Merlín de Hitler. Igual que el rey Arturo tenía a su lado al mago Merlín, Haushofer siempre estaba junto a Hitler, y de hecho le interesaba el ocultismo.
George Kerevan, historiador militar.

A pesar de todo ello permanecía en la sombra. Una figura siniestra y reservada, casi olvidada por la historia.